# Wojciech Januszewicz
Wojciech Januszewicz (ur. 30 kwietnia 1911 w Krzywcu pow. Słonim, zm. 5 października 1940 w Hawkinge) – kapitan pilot Polskich Sił Powietrznych w Wielkiej Brytanii.

## Życiorys
Syn Joachima i Antoniny z d. Minuczyc. Jeszcze w czasie uczęszczania do szkoły średniej ukończył kurs pilotażu szybowców. Po kursie szybowcowym starał się o przyjęcie do dęblińskiej Szkoły Orląt, mimo dobrego zdrowia nie został jednak do niej przyjęty ze względu na niski wzrost. Po próbie dostania się do szkoły lotniczej rozpoczął szkolenie w szkole oficerów piechoty. Po jej ukończeniu otrzymał 15 sierpnia 1934 roku promocję na stopień podporucznika i przydział do 21 pułku piechoty „Dzieci Warszawy”. Po wielu staraniach udało mu się dostać na kurs pilotażu samolotów myśliwskich i w końcu 1936 roku został przydzielony jako pilot do 111 eskadry myśliwskiej. 19 marca 1938 roku Januszewicz uzyskał awans na stopień porucznika pilota i został mianowany zastępcą dowódcy eskadry, która rok później weszła w skład broniącej rejonu Warszawy Brygady Pościgowej.
Po wybuchu wojny 2 września 1939 roku dowódca eskadry kapitan Gustaw Sidorowicz został ranny. Jego miejsce zajął por. Wojciech Januszewicz, który funkcję dowódcy pełnił do chwili ewakuacji 18 września. 6 września jego samolot PZL P.11c został zestrzelony przez myśliwce Bf 109 z I./ZG 1 i lądował przymusowo koło Zaborowa. W czasie walk nad Warszawą Wojciech Januszewicz odniósł trzy zwycięstwa powietrzne, najwięcej ze wszystkich pilotów jednostki.
Następnie poprzez Rumunię został ewakuowany do Francji gdzie walczył w Polskich Sił Powietrznych we Francji. Po przejściu szkolenia w Lyonie został mianowany dowódcą Klucza Frontowego „Jan” we francuskim dywizjonie myśliwskim Groupe de Chasse II/7. Do walki przystąpił wraz z pierwszą grupą polskich lotników 30 maja 1940 roku. Niestety kolejnego zwycięstwa na niebie Francji nie odniósł. Wkrótce przyszła klęska i Januszewicz poprzez Tunis i Gibraltar dotarł do Wielkiej Brytanii.
2 sierpnia 1940 został przeniesiony do dywizjonu 303. 5 października 1940 roku pilotowany przez niego Hawker Hurricane (nr ser. P3892, znaki RF-T) został zestrzelony przez Bf 109 nad kanałem La Manche w okolicach angielskiej miejscowości Hastings. W wyniku odniesionych ran i poparzeń, Wojciech Januszewicz zmarł tego samego dnia. Został pochowany na cmentarzu w Northwood grób H 237.
Wizerunek pilota został umieszczony na samolocie myśliwskim MiG-29 nr 38 z 23 Bazy Lotnictwa Taktycznego.

## Zwycięstwa powietrzne
Na liście Bajana zajmuje 92. pozycję z 3 pewnymi zestrzeleniami.
- Me 110 – 3 września 1939
- Ju 87 – 4 września 1939
- Ju 87 – 6 września 1939

## Ordery i odznaczenia
- Krzyż Srebrny Orderu Virtuti Militari – 23 grudnia 1940 nr 8823[7]
- Krzyż Walecznych – trzykrotnie
- Polowy Znak Pilota